# Podajwa
Podajwa (bułg. Подайва) – wieś w Bułgarii, w obwodzie Razgrad, w gminie Isperich. W 2023 roku liczyła 1703 mieszkańców.